# 北カフカーズ軍管区
北カフカーズ軍管区（きたカフカーズぐんかんく、ロシア語: Северо-кавказский военный округ、略称СКВО）は、かつて存在したソ連軍、ロシア連邦軍のカフカース山脈北部地域（北カフカース）における軍管区、統合部隊。軍管区本部は、ロストフ・ナ・ドヌに位置する。
軍管区および保管基地には、戦車600両、戦闘装甲車両1940両、火砲755門、戦闘ヘリ70機その他の兵器が装備されている。

## 歴史

### 戦前
北カフカーズ軍管区は1918年5月4日、人民委員会議令によりスタヴロポリ県、黒海県、ダゲスタン県、ドン・コサック軍、クバン・コサック軍、テレク・コサック軍領域に設立された。同年10月3日、南部戦線革命会議令により、北カフカースの赤軍は第11軍に改称された。
ロシア内戦時代、南部戦線にセミョーン・ブジョーンヌイ指揮下の第1騎兵軍が創設された。内戦後の1921年5月4日、カフカース戦線が廃止され、北カフカーズ軍管区が復活した。北カフカーズ軍管区本部はロストフ・ナ・ドヌに位置し、司令官にはクリメント・ヴォロシーロフが任命された。
1924年から1928年にかけて、北カフカーズ軍管区に軍事教育施設ネットワークが創設された。

### 第二次世界大戦
独ソ戦時、1941年5月-6月に北カフカーズ軍管区で編成された第19軍（軍司令官：イワン・コーネフ）が活躍した。同年6月末-7月初め、第50クバン師団（師団長：イッサ・プリーエフ大佐）と第53スタヴロポリ騎兵師団（師団長：K.メリニク准将）が編成された。7月後半、これらの部隊は西部戦線の編成下に入った。1941年11月のロストフ郊外での赤軍の反攻は、重要な政治・軍事的意義を有し、ドイツ軍が初めて敗北を喫した。同年11月29日、ロストフが解放された。
独ソ戦中、北カフカーズ軍管区は兵員養成の場として機能し、ノヴォチェルカッスクの高等騎兵課程、ロストフ、クラスノダール、オルジョニキゼ、グロズヌイ、マハチカラ、マイコープ、ブイナクスクの歩兵学校、アルマヴィル指揮要員完全化課程、ロストフの砲兵および軍事政治学校、クラスノダール高射砲兵学校、エイスクおよびクラスノダール軍事航空学校、クラスノダール、バタイスク、アルマヴィル、グロズヌイ、タガンログおよびナヒチェヴァン・ナ・ドヌの軍事航空学校は、現役将校を訓練した。
1942年後半から1943年前半、独ソ戦の主要舞台は北カフカーズ軍管区領域となり、スターリングラード攻防戦（1942年7月17日-1943年2月2日）とカフカースの戦い（1942年7月25日-1943年10月9日）が展開された。特に約200日間続いたスターリングラードの戦いは、第二次世界大戦の転回点ともなった。カフカーズの戦いでは、ドン川下流とクバン間のドイツ軍撃滅のために、A軍集団 (группа армий «А») が編成された。
1943年11月20日、北カフカーズ戦線と第56軍が解散され、それに基づき独立沿海軍 (Отдельная Приморская армия) が編成された。

### 戦後
1945年7月9日、北カフカース領域は平時編成に移り、ドン、スタヴロポリおよびクバンの3軍管区が創設された。ドン軍管区はロストフ、スターリングラードおよびアストラハン州に、スタヴロポリ軍管区はスタヴロポリ地方、グロズネンスク州、カバルダ・バルカル共和国および北オセチア共和国領域に、クバン軍管区はクラスノダール地方領域に位置した。1946年、ドン軍管区は、再び北カフカーズ軍管区に改称された。
1946年、軍管区領域にカプスチン・ヤール・ロケット演習場が建設され、1947年10月18日、最初の弾道弾発射実験が行われた。
1968年5月4日、ソ連軍創設50周年と関連して北カフカーズ軍管区に赤旗勲章が授与された。
2010年9月20日には南部軍管区へと改編された。

## 編制
北カフカーズ軍管区は1個軍と軍管区直轄部隊から成り、空軍の1個航空軍、鉄道軍の1個鉄道軍団が配属されている。また、グルジア、アルメニアに駐屯する在ザカフカース・ロシア軍集団も管轄している。

### 第58諸兵科連合軍
ウラジカフカスに軍本部を置く。
- 第19独立自動車化狙撃旅団：旧第19自動車化狙撃師団第503自動車化狙撃連隊。スプートニク
- 第136独立親衛自動車化狙撃旅団：ブイナクスク
- 第205独立自動車化狙撃旅団：ブデンノフスク
- 第4軍事基地：旧第19自動車化狙撃師団：ウラジカフカス
- 第7軍事基地：旧第131独立自動車化狙撃旅団：マイコープ
- 第200独立自動車化狙撃連隊：トロイツコエ
- 第67高射ミサイル旅団：ヴォルゴグラード
- 第1451ロケット大隊：プロフランドニー。9A52×4門、9R140×4門装備
- 第11工兵連隊：カフカースカヤ
- 第234独立通信連隊：ウラジカフカス
- 第22独立電波電子戦連隊：ウラジカフカス
- 第1542修理基地：プロフランドニー

### 在ザカフカース・ロシア軍集団
- 第12軍事基地：バトゥミ（グルジア）
  - 2005年7月より撤収開始（本来なら、2008年10月1日に撤収完了の予定だが、南オセチア紛争のため遅延）。現在、1千人以下。
- 第62軍事基地：アハルカラキ（グルジア）
  - 2007年6月に撤収[1]。
- 第102軍事基地：エレヴァン（アルメニア）

### 軍管区直轄部隊
- 第4軍事基地：旧第19自動車化狙撃師団第693自動車化狙撃連隊。ツヒンヴァリ
- 第7軍事基地：旧第131独立自動車化狙撃旅団。オチャンチル
- 第8独立親衛自動車化狙撃旅団：旧第2親衛自動車化狙撃師団。シャリ
- 第17独立親衛自動車化狙撃旅団：旧第42親衛自動車化狙撃師団。ボルゾイ
- 第18独立親衛自動車化狙撃旅団：旧第42親衛自動車化狙撃師団。ハンカラ
- 第20独立親衛自動車化狙撃旅団：旧第20親衛自動車化狙撃師団：ヴォルゴグラード
- 第33独立自動車化狙撃旅団：ボトリフ。山岳歩兵
- 第34独立自動車化狙撃旅団：ゼレンチュクスカヤ。山岳歩兵
- 第56独立親衛空中襲撃旅団：カムィシン
- 第10独立特殊任務旅団：モリキノ。スペツナズ
- 第22独立親衛特殊任務旅団：アクサイ。スペツナズ
- 第100独立偵察旅団：モズドク。実験部隊
- 第114ロケット旅団：カプスチン・ヤール。トーチカ装備
- 第1親衛ロケット旅団：クラスノダール。トーチカ装備
- 第102高射ミサイル旅団：クラスノダール。ブーク装備
- 第179高射ミサイル旅団：エイスク。ブーク装備
- 第814高射ミサイル連隊：クロポトキン
- 第227砲兵旅団：スラヴャンスク・ナ・クバニ。2S5×48門装備
- 第291砲兵旅団：マイコプ。2A65×48門装備
- 第439ロケット旅団：カプスチン・ヤール。9A52×12門、ウラガン×21門装備
- 第943ロケット連隊：クラスノオクチャブリスキー。ウラガン×36門装備
- 第264対戦車砲連隊：オクチャブリスキー
- 第1128対戦車砲連隊：マイコプ
- 第173架橋旅団：カーメンスク・シャフチョールスキー
- 第120架橋連隊：カーメンスク・シャフチョールスキー
- 第175独立通信旅団：アクサイ
- 第206独立通信連隊：ゼルノグラード
- 第91独立通信連隊：クラスノダール
- 第71独立電波電子戦連隊：コヴァレフカ
- 第131独立電波技術旅団：ロストフ
- 第154独立電波技術旅団：モスコフスコエ
- 第170独立電波技術大隊：クラスノダール
- 第21放射線・化学・生物学防護旅団：カミシン
- 第176領域通信旅団：ノヴォチェルカッスク
- 第424独立通信大隊：ノヴォチェルカッスク
- 第860独立火炎放射大隊：オクチャブリスキー
- 第744砲兵保管所：ノヴォチェルカッスク
- 第763保管所：モリキノ

### ロシア空軍
- 第4航空軍：ロストフ

### ロシア鉄道軍
- 第76鉄道軍団：ヴォルゴグラード

## 準軍隊
戦時には、軍管区内に駐屯する他省庁の軍事組織も作戦統制下に置く。
- ロシア国内軍
  - 北カフカーズ国内軍管区
- ロシア国境軍
  - 南部連邦管区地域国境局
- ロシア連邦保安庁
  - アルファ部隊クラスノダール分遣隊

## 歴代司令官
| 職名   | 氏名                         | 階級     | 在任期間       | 出身校                               | 前職                           |
| ------ | ---------------------------- | -------- | -------------- | ------------------------------------ | ------------------------------ |
| 司令官 | ゲンナジー・トロシェフ       | 大将     | 2000.5-2002.12 | カザン高等指揮戦車学校               | 北カフカーズ軍管区第一副司令官 |
| 司令官 | ウラジーミル・ボルドゥイレフ | 上級大将 | 2002.12-       | モスクワ高等諸兵科共通指揮学校       | シベリア軍管区司令官           |
| 司令官 | アレクサンドル・バラノフ     | 上級大将 | 2004.7-        | タシケント高等諸兵科共通指揮学校     | 沿ヴォルガ・ウラル軍管区司令官 |
| 司令官 | アレクサンドル・ガルキン     | 中将     | 2010.1.11-     | オルジョニキゼ高等諸兵科共通指揮学校 | シベリア軍管区参謀長           |